# Pain Teens
I Pain Teens erano una band di noise rock sperimentale formata a Houston, in Texas, nel 1985 da Scott Ayers e Bliss Blood. La band usava la manipolazione del nastro, i ritardi digitali, campionamenti, i cut up su nastro e altri effetti. Includevano anche chitarra, violino, marimba, sassofono, percussioni e molti altri strumenti musicali.
A partire dal 1987, i Pain Teens pubblicarono nove cassette e due LP sulla propria etichetta Anomie Records. Poco dopo pubblicarono quattro LP per la Trance Syndicate Records, un'etichetta di Austin, in Texas, gestita da King Coffey della band Butthole Surfers. La loro omonima prima uscita in LP è stata ripubblicata da Mason Jones e Charnel Music nel 1998. Nel 1995 pubblicarono uno split 7" con gli italiani Meathead.

## Discography

### Albums
- Psychoactive (1986, Anomie)
- Manmade Disasters (1987, Anomie)
- Cathy (1987, Anomie)
- Pain Teens IV (1987, Anomie)
- King God (1987, Anomie)
- Obliviated (1987, Anomie)
- Dog Spirits (1988, Anomie)
- Narcolepsy (1988, Anomie)
- Collective Unconscious Mythology and You (1988, Anomie)
- Pain Teens (1988, Anomie)
- Case Histories (1989, Anomie)
- Born in Blood (1990, Trance Syndicate)
- Stimulation Festival (1992, Trance Syndicate)
- Destroy Me, Lover (1993, Trance Syndicate)
- Beast of Dreams (1995, Trance Syndicate)

### Singles
- "Bondage" (1990, Rave)
- "Lady Of Flame" (1991, Smilin' Ear)
- "Sacrificial Shack" (1992, C/Z)
- "Come Up and See Me Sometime" (1992, C/Z)
- "Death Row Eyes" (1992, Sub Pop)